# Peter Hald Appel
Peter Hald Appel (21. juni 1929 – 3. marts 2003) var borgmester i Stenløse i 1986-89 og 1994-96. Før han gik ind i politik på fuld tid var han flyveleder i Flyvevåbnet, senest leder af flyvekontrollen (ATC) på Flyvestation Værløse. 
Han blev landskendt, da han som flyveleder i Værløse hjalp en panikramt privatpilot i flyet OY-BKW til en sikker landing. I 1983 blev der lavet et tv-program ud fra radiokommunikationen mellem flyvekontrollen og piloten, krydret med interviews med de 2 flyveledere, der havde vagten den dag. Lydsporet fra hændelsen benyttes stadig i flyvelederuddannelsen.
Peter Hald Appel deltog aktivt i frimurerlogens arbejde gennem 20 år.[kilde mangler]